# Robin Shou
Robin Shou, född 17 juli 1960 i Hongkong, är en skådespelare och kampsportsutövare. Han är känd för att ha spelat rollen som Liu Kang i filmen Mortal Kombat. Shou flyttade till USA med sin familj 1971.

## Filmografi, i urval
- 2008 – Death Race - 14K
- 1997 – Mortal Kombat: Annihilation - Liu Kang
- 1997 – Vild och galen i Beverly Hills -  Gobei
- 1995 – Mortal Kombat - Liu Kang